# ديدييه بونيت
ديدييه بونيت (بالألمانية: Didier Bonnet) (و. 1949 – 2011 م) هو سائق سباق، من فرنسا، توفي عن عمر يناهز 62 عاماً.